# لشکر ۴ ژاپن
لشکر ۴ ژاپن (انگلیسی: 4th Division) یکی از نه لشکر فعال نیروی زمینی دفاع‌ازخود ژاپن است. این لشکر تابع ارتش غربی است و مقر آن در کاسوگا، فوکوئوکا قرار دارد. مسئولیت لشکر چهارم دفاع از استان‌های فوکوئوکا، ناگازاکی، اوئیتا و ساگا است. این لشکر در ۱۵ اوت ۱۹۶۲ تأسیس شد.
نیروی اصلی این لشکر از سه هنگ پیاده‌نظام تشکیل شده است و همچنین مستقیماً واحد گارد تسوشیما را کنترل می‌کند. مأموریت‌های آن شامل دفاع و امنیت برای چهار استان شمالی کیوشو (فوکوئوکا، ساگا، ناگازاکی و اویتا)، امدادرسانی در بلایا و همکاری‌های مدنی و فعالیت‌های مشارکت بین‌المللی است.
از زمان پایان جنگ سرد، تهدید اتحاد جماهیر شوروی کاهش یافته و استراتژی دفاعی شمالی نیروی زمینی ژاپن اهمیت بیشتری پیدا کرده است. در همین حال، همراه با سازماندهی مجدد نیروی زمینی ایالات متحده آمریکا، احتمال وقوع یک وضعیت اضطراری در شبه جزیره کره و اهمیت پاسخگویی به آن به طور نسبی افزایش یافته است. به همین ترتیب، اهمیت این لشکر به عنوان نزدیکترین لشکر به شبه جزیره کره افزایش یافته است.